# Tưởng Dân Bảo
Tưởng Dân Bảo (1907-1947), bí danh Võ Văn Tính, là một nhà cách mạng Việt Nam. Ông là một trong những thành viên quan trọng của Việt Nam Quốc dân Đảng trong thời kỳ mới thành lập, về sau chuyển sang hoạt động cho Đảng Cộng sản Đông Dương. Ông cũng là người chịu trách nhiệm tổ chức đoàn tàu ra đón tù chính trị Côn Đảo về Nam Bộ sau khi Cách mạng tháng 8 thành công.

## Thân thế
Ông sinh năm Đinh Mùi 1907, tại làng Tó, tổng Tả Thanh Oai, huyện Thanh Oai, phủ Ứng Hòa, tỉnh Hà Đông (nay thuộc xã Tả Thanh Oai, huyện Thanh Trì, Hà Nội). Theo trang web của họ tộc Tưởng làng Tả Thanh Oai, ông thuộc đời thứ 19, chi 2, ngành hai nhánh 3 của họ tộc này. Ông là con thứ năm của cụ Tưởng Văn Tự và bà Trịnh Thị Tiến.
Lúc lên 5, ông theo gia đình ra cư trú tại Hải Phòng. Thuở nhỏ, ông từng đi học và có bằng Tiểu học Pháp – Việt (d’étude Primaire d’élémentaire). Do hoàn cảnh gia đình sa sút, năm 18 tuổi, ông phải bỏ dở việc học để đi làm nuôi thân, đi làm thư ký đánh máy cho một công sở thuộc chính quyền thành phố. Do thái độ khinh thị của những người thực dân đối với người bản xứ, đã hình thành tinh thần dân tộc trong ông, định hướng cho quá trình hoạt động cách mạng của ông sau này.

## Nhiệt tình yêu nước
Chỉ sau một thời gian ngắn, ông bỏ việc, thoát ly gia đình, tham gia hoạt động tích cực trong tổ chức Nam Đồng Thư xã cùng một số bạn bè thân thiết cùng chí hướng, ban ngày đi bán báo, bán bánh mì, viết báo để kiếm sống, ban đêm dành nhiều thời gian đọc sách báo trao đổi tình hình thời sự trong nước và thế giới, ngõ hầu tìm đường cách mạng. Sau khi Việt Nam Quốc dân Đảng thành lập, ông được bầu làm Trưởng ban Trinh sát, được phân công phụ trách Việt Nam khách sạn (Việt Nam hôtel) ở Hà Nội, một tổ chức kinh doanh tạo nguồn tài chính cho đảng, đồng thời là nơi liên lạc hội họp của đảng. Khách sạn có một dàn nhạc dân tộc trong đó ông trực tiếp chơi đàn tranh, đàn tính, kéo nhị trình bày và phổ biến các bài ca yêu nước. Lúc đó ông vừa tròn 20 tuổi.
Mặc dù tổ chức bí mật, nhưng những hoạt động non nớt của các đảng viên Việt Nam Quốc dân Đảng nhanh chóng bị chính quyền thực dân phát hiện và chú ý theo dõi. Ngày 9 tháng 2 năm 1929, dù không được sự đồng ý của Tổng bộ, ba đảng viên của Việt Nam Quốc dân đảng là Nguyễn Văn Viên, Nguyễn Văn Lân và Nguyễn Đức Lung đã tổ chức Vụ ám sát Bazin, một trùm mộ phu thực dân, tại Chợ Hôm, Hà Nội. Nhân sự kiện này, chính quyền thực dân Pháp khởi sự đàn áp khắp nơi nhằm tiêu diệt tiềm lực của Việt Nam Quốc dân Đảng. Hơn 200 đảng viên và cơ sở bị bắt, trong đó có cả Tưởng Dân Bảo, Nhượng Tống, bị bắt đưa ra Hội đồng đề hình (Commission criminelle) để xét xử. Ngày 3 tháng 7 năm 1929, Hội đồng đề hình tuyên án 78 người từ 2 đến 15 năm tù, thêm 5 năm biệt xứ. Là một yếu nhân của Đảng, Tưởng Dân Bảo bị tuyên án 10 năm cấm cố và bị lưu đày ra Côn Đảo. Vụ án làm rúng động dư luận bấy giờ, lần đầu tiên dân chúng Việt Nam biết đến danh xưng Việt Nam Quốc dân Đảng.

## Trở thành người Cộng sản tại Côn Đảo
Tại Côn Đảo, Tưởng Dân Bảo ông được tiếp xúc với nhiều tù chính trị thuộc các đảng phái khác nhau, đặc biệt với những đảng viên Cộng sản như Tôn Đức Thắng, Lê Duẩn, Nguyễn Văn Linh, Phạm Văn Đồng… Ông cùng một số đảng viên Việt Nam Quốc dân Đảng khác như Tô Hiệu, Trần Huy Liệu, Nguyễn Phương Thảo (sau là Trung tướng Nguyễn Bình)... bắt đầu có sự tán đồng với đường lối hoạt động của những người Cộng sản.
Đứng trước nguy cơ bị tiêu diệt hoặc tan rã, các lãnh đạo còn lại của Việt Nam Quốc dân Đảng, đứng đầu là Nguyễn Thái Học, quyết định Tổng khởi nghĩa với phương châm nổi tiếng: "Không thành công cũng thành nhân". Do thiếu chuẩn bị và tổ chức kém, tổng khởi nghĩa của Việt Nam Quốc dân Đảng nhanh chóng bị chính quyền thực dân ngăn ngừa và đàn áp. Lãnh tụ Nguyễn Thái Học lên đoạn đầu đài, nhiều đảng viên tích cực bị bắt và đi đày. Côn Đảo tiếp nhận thêm nhiều đảng viên Việt Nam Quốc dân Đảng. Cùng với Trần Huy Liệu, Tưởng Dân Bảo tích cực tuyên truyền vận động các đảng viên Quốc dân đảng chuyển sang đường lối của Cộng sản. Chính hành động này đã làm cho các đảng viên Quốc dân đảng bảo thủ kết tội phản bội cho ông và một số đồng chí của mình. Trần Huy Liệu bị cắt cổ, Tưởng Dân Bảo bị đâm họng, Nguyễn Phương Thảo (tức Nguyễn Bình) bị đâm mù một mắt, nhưng may mắn cả ba vẫn giữ được tính mạng. Từ đó, ông chính thức ly khai Quốc dân đảng, gia nhập Đảng Cộng sản Đông Dương năm 1935.

## Từ Hải Phòng đến Sài Gòn
Năm 1936, Mặt trận Bình dân lên cầm quyền tại Pháp, do áp lực phong trào đòi thả tù chính trị ở Đông Dương, chính quyền thực dân buộc phải trả tự do cho nhiều tù nhân chính trị, trong đó có Tưởng Dân Bảo, Nguyễn Văn Linh, Hoàng Quốc Việt, Nguyễn Công Hòa…
Được trả tự do, ông về Hải Phòng tạm ở nhà anh ruột là Tưởng Văn Thọ. Hàng tuần ông phải lên Sở mật thám trình diện một lần, vì vẫn bị quản thúc. Ông cũng liên lạc với một số bạn cũ như ông Phạm Quang Chúc (Hà Nội), Nguyễn Quốc Bảo (Hải Phòng). Do sự giới thiệu của ông Nguyễn Quốc Bảo, ông cùng ông Nguyễn Văn Linh và một số đồng chí vào tạm lánh ở đồn điền trồng chẩu gần Nghĩa Trang cách thị xã Thanh Hóa 10 km, do bà Nguyễn Thị Thảo, chị gái ông Nguyễn Quốc Bảo trông nom. Tình cảm giữa ông và bà Thảo nhanh chóng phát triển. Hai người kết hôn chỉ một năm sau, năm 1937.
Năm 1939, chính phủ Mặt trận Bình dân đổ, chính quyền thực dân tăng cường đàn áp các phòng trào đấu tranh giành độc lập của người bản xứ. Cơ sở của vợ chồng ông bị phát hiện là nơi lui tới của nhiều đảng viên Cộng sản và có nguy cơ bị bắt, do đó ông bà tạm chạy lánh về Thái Bình, Hà Nội, Hải Phòng và đến năm 1941, ông bà vào đến Sài Gòn.
Tại Sài Gòn, ông bà được ông Nguyễn Sơn Hà giao cho việc quản lý một cửa hàng sơn Resitanco ở 97 đường Charner Sài Gòn (nay là đường Nguyễn Huệ).
Bấy giờ Khởi nghĩa Nam Kỳ bị đàn áp, nhiều cơ sở Cộng sản bị tan vỡ, cửa hàng 97 Charner trở thành cơ sở liên lạc và nuôi các cán bộ Cộng sản như Nguyễn Văn Linh, Nguyễn Kim Cương, Hoàng Quốc Việt. Năm 1943, ông được cử làm Xứ ủy viên Xứ ủy Nam Kỳ.

## Sự nghiệp còn dang dở
Năm 1945, ngay sau khi giành được chính quyền tại Sài Gòn, đích thân Bí thư Xứ ủy Trần Văn Giàu ra lệnh thành lập một ban chuyên trách lấy tên là "Ủy ban Ủng hộ Chính trị phạm" do ông Đào Duy Kỳ làm Chủ tịch và các ông Nguyễn Công Trung và Tưởng Dân Bảo, sau bổ sung thêm ông Lý Văn Chương, làm Ủy viên, với mục đích tổ chức đón các tù nhân chính trị từ Côn Đảo trở về đất liền. Ông đi theo tàu Phú Quốc, do ông Bảy Ngạnh làm thuyền trưởng đã cập bến Côn Đảo đầu tiên vào trưa ngày 20 tháng 9 năm 1945, dẫn đầu đoàn tàu gồm hơn 30 ghe tàu đón chính trị phạm, và 2 ngày sau, ngày 22 tháng 9 năm 1945, đã đưa được hơn 2.300 người (trong đó có 1.825 tù chính trị) về đến Đại Ngãi (nay thuộc huyện Long Phú, Sóc Trăng). Do đêm 22 rạng 23 tháng 9 năm 1945, quân Anh - Pháp nổ súng tái chiếm Sài Gòn, nên đoàn được bố trí về nghỉ ngơi ở trường Taberd Sóc Trăng trước khi nhận nhiệm vụ mới ở nơi khác.
Khi quân Pháp phá vỡ vòng vây Sài Gòn và đánh lấn ra các tỉnh Nam và Trung Bộ, cuối tháng 10 năm 1945, ông được cử làm Bí thư Tỉnh ủy kiêm Chủ tịch Ủy ban Kháng chiến Hành chính tỉnh Châu Đốc, đồng thời là Cố vấn cho Hội Khơ Me Cứu quốc. Đầu năm 1946, ông được cử làm Thanh tra chính trị miền Tây Nam Bộ.
Tháng 6 năm 1946, ông bị quân Pháp bắt được cùng với em ruột là Tưởng Huấn Hải, và bị giải về Cần Thơ giao cho sở Mật thám lấy khẩu cung. Sau một tuần lễ bị tra tấn, hai anh em ông bị giải về giam tại Khám Lớn Sài Gòn giao cho Tòa án binh xét xử. Vì không có chứng cớ buộc tội, Tòa án buộc phải tha bổng ông Hải, nhưng vẫn giam giữ ông. Do sức khỏe suy giảm và có sự can thiệp của một luật sư người Pháp do vợ ông thuê nên được tạm tha về Bệnh viện Chợ Rẫy chữa trị.
Tháng 11 năm 1946, Khu trưởng Khu 7 Nguyễn Bình, người đồng chí và bạn tù cũ ở Côn Đảo, ra lệnh cho Ban công tác thành phố tổ chức giải cứu đưa ông ra chiến khu Đông Thành. Tuy nhiên, sức khỏe không chưa kịp hồi phục thì tháng 6 năm 1947, do trận càn của quân Pháp vào chiến khu Đông Thành (nay thuộc Đức Huệ, Long An), ông bị cảm lạnh đột ngột không kịp cứu chữa và đã qua đời, hưởng dương 40 tuổi.
Mặc dù trong điều kiện chiến tranh, tang lễ của ông vẫn được Khu trưởng Nguyễn Bình tổ chức tang lễ rất trọng thể và tuyên dương danh hiệu liệt sĩ. Tiểu sử của ông được đăng trên báo Xứ ủy Nam Kỳ trong một khung đen hình chữ nhật.

## Vinh danh
Sau khi qua đời, thi hài ông được an táng tại vùng Đồng Tháp Mười. Do hoàn cảnh chiến tranh, nơi an táng của ông bị thất lạc vị trí, mãi đến năm 1987, các bạn đồng chí của ông mới tìm được và quy tập hài cốt ông về Nghĩa trang Liệt sĩ Thành phố Hồ Chí Minh. Lễ truy điệu ông được Thành ủy Thành phố Hồ Chí Minh tổ chức trọng thể, với sự tham dự của người bạn đồng chí cũ của ông là ông Nguyễn Văn Linh, bấy giờ là Tổng bí thư Đảng Cộng sản Việt Nam.
Ghi nhận công lao của ông, nhà nước Việt Nam đã truy tặng ông Huân chương Hồ Chí Minh.

## Đời tư
Năm 1937, ông lập gia đình với bà Nguyễn Thị Thảo. Bà tên thật là Nguyễn Thị Nghĩa, còn gọi là Ký Nghĩa, sinh năm 1908. Bà là em ruột của nhà tư sản dân tộc Nguyễn Sơn Hà và chị ruột ông Nguyễn Quốc Bảo. Bà cũng từng là một đảng viên Việt Nam Quốc dân Đảng, từng cùng Nguyễn Thị Bắc, Nguyễn Thị Giang, Nguyễn Thị Nhất, Đoàn Thị Tâm mở cửa hàng nữ trang ở phố Hàng Da, thực chất là cơ sở của Trung ương Quốc dân Đảng.
Bà cùng các con sống tại Sài Gòn từ năm 1945 đến khi qua đời năm 1988 do bị cảm sốt và huyết áp, thọ 80 tuổi.
Ông bà có với nhau 4 người con:
1. Tưởng Thị An, gái, sinh năm 1939
2. Tưởng Thị Bình, gái, sinh năm 1941
3. Tưởng Thị Quý, gái, sinh năm 1943
4. Tưởng Dân Quyền, trai, sinh năm 1945[13]